# Rue Linois
La rue Linois est une rue du 15e arrondissement de Paris.

## Situation et accès
La rue Linois débute dans le prolongement du pont de Grenelle et se termine au niveau de la place Charles-Michels.

## Origine du nom

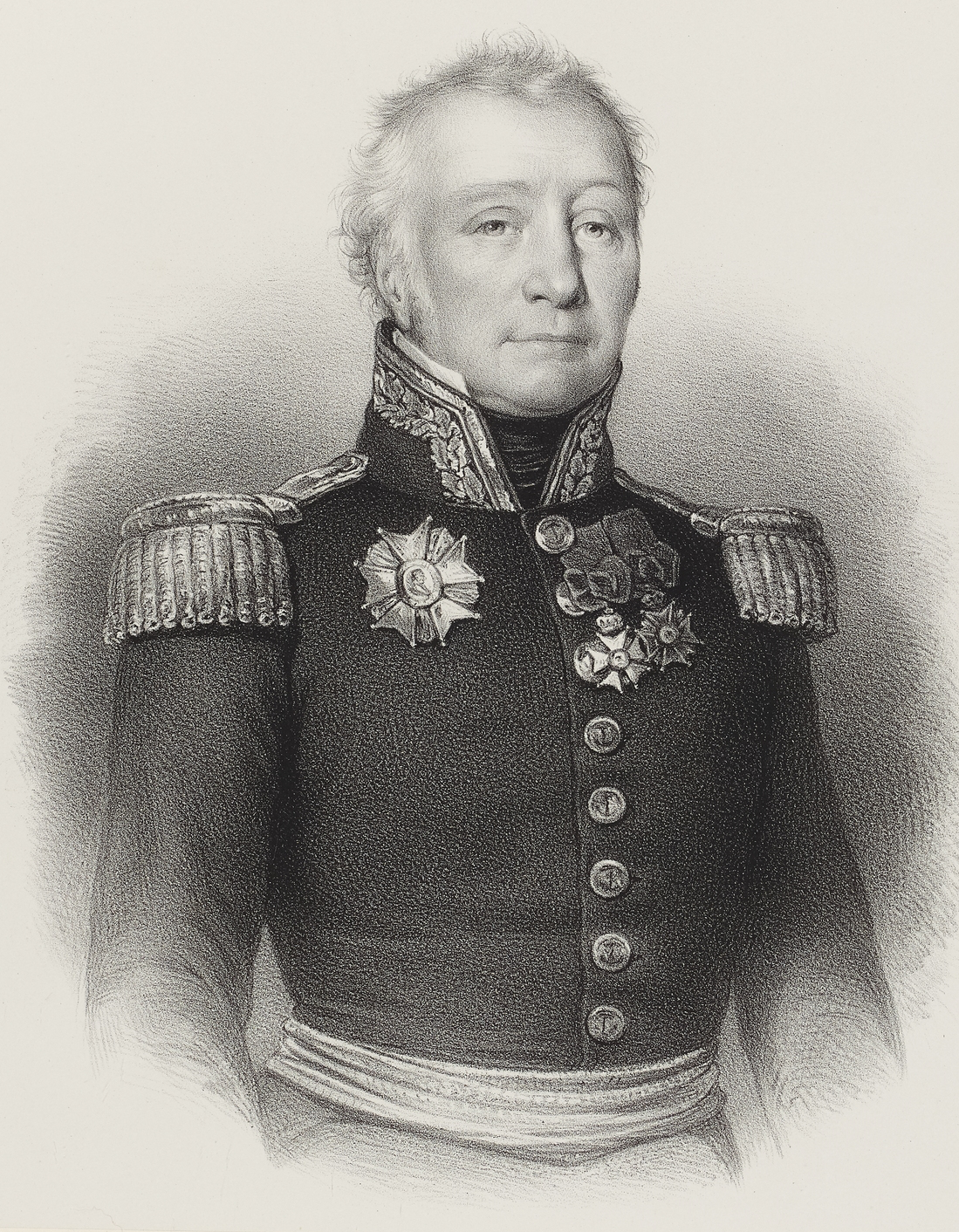
Charles Durand de Linois.

Cette rue doit son nom au marin et amiral français Charles Alexandre Léon Durand de Linois (1761-1848).

## Historique
La rue reprend le tracé d'un chemin qui existait déjà au XVIIIe siècle qui figure sur le plan de Roussel en 1730 et qui appartenait à la commune de Grenelle. La voie s'appelait « rue du Pont » du fait qu'elle menait au pont de Grenelle, alors seul pont de la commune et donc dont le nom ne portait pas à confusion. C'est dans son axe que le pont de Grenelle a été construit une première fois en 1827; il a été reconstruit en 1873 avant d'être démoli au milieu des années 1960 remplacé par celui que nous connaissons actuellement (2018). 
En 1865, cinq ans après l'annexion de Grenelle par la capitale la rue prend sa dénomination actuelle. Lors de l'urbanisation du quartier et notamment du lotissement Violet, elle fut séparée de la rue des Entrepreneurs. C'est toutefois seulement en 1968 que les nos 55 à 59, qui se trouvaient à l'est de l'avenue Émile-Zola furent, selon la logique, attribués à la rue des Entrepreneurs.

## Bâtiments remarquables et lieux de mémoire

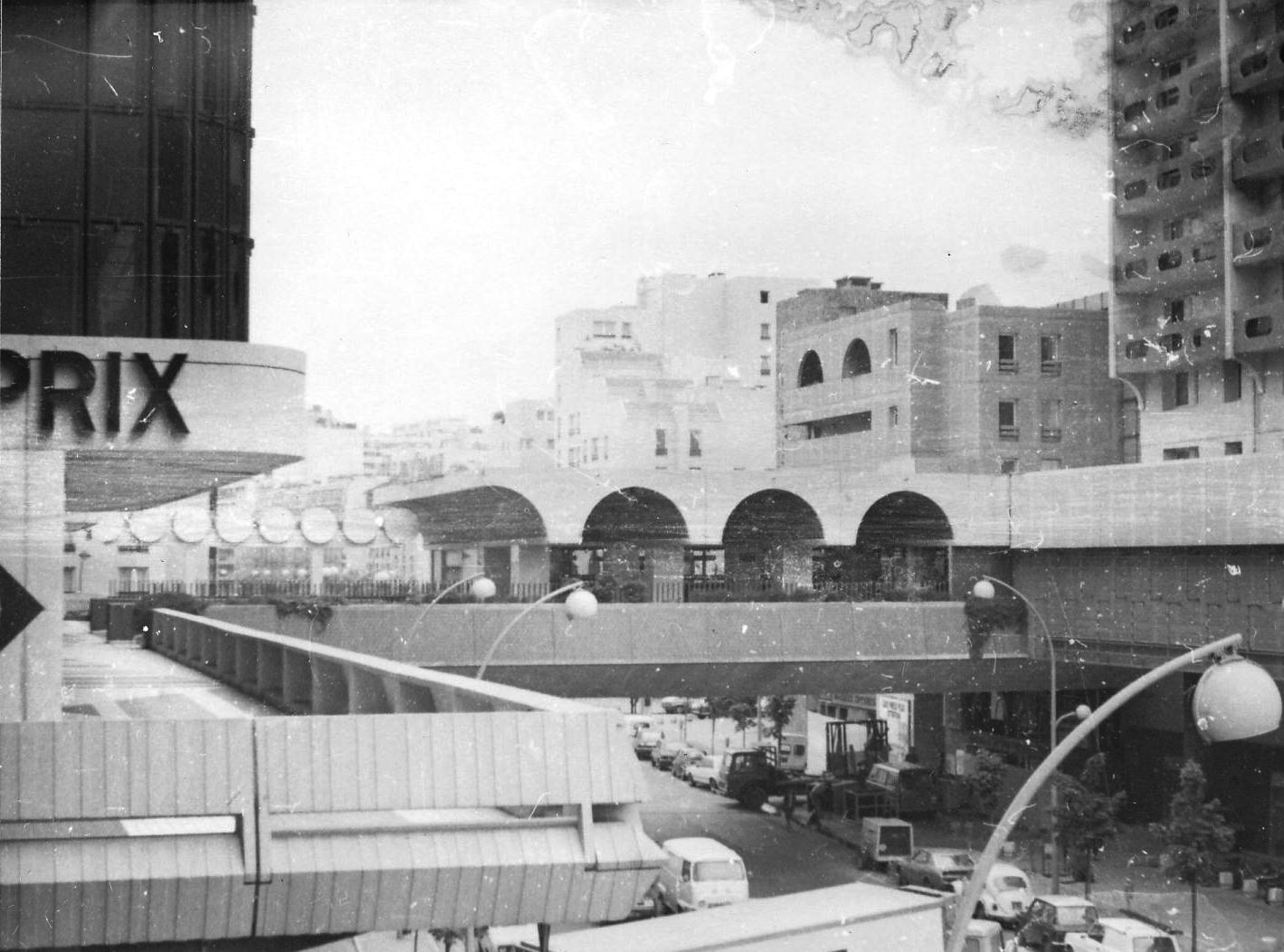
La rue et la passerelle du premier centre commercial, en 1981.

Le centre commercial Beaugrenelle, construit à la fin des années 1970 et rouvert en 2013 après reconstruction, s'étend de part et d'autre de la rue Linois. Deux passerelles l'enjambent depuis la réouverture. Une passerelle existait déjà dans la configuration du précédent centre commercial.
Le 6 février 1915, l'écrivain corrézien Henry de Bruchard meurt d'une crise cardiaque, rue Linois ; son épitaphe par le poète Paul-Jean Toulet raconte cette disparition soudaine.